# گرینلند (مینه‌سوتا)
گرینلند (به انگلیسی: Greenland) یک منطقهٔ مسکونی در ایالات متحده آمریکا است که در Elysian Township واقع شده‌است. گرینلند ۳۱۶٫۰۸ متر بالاتر از سطح دریا واقع شده‌است.